# Emlinghausen
Emlinghausen ist ein Weiler mit 30 Einwohnern in der Gemeinde Kirchhundem im Kreis Olpe (Nordrhein-Westfalen).

## Geografie
Emlinghausen liegt im Süderbergland des Rheinischen Schiefergebirges. Darin gehört es zum sogenannten Bilsteiner Bergland im Gebiet des Olper Landes. Die Ortslage gehört zu den westlichen Ausläufern des Rothaargebirges. Der Weiler liegt im Tal der Flape, die von Südwesten kommend und hier noch „Wirmebach“ heißend auf den Ort trifft und in Kirchhundem in die Hundem mündet. Der Ort ist umgeben vom 616 m hohen Stüvelhagen im Ostnordosten, dem 596 m hohen Ellenborn im Südosten, dem 495 m hohen Kohlhagen im Süden, einem in offiziellen Karten namenlosen, im Volksmund „Höhe“ genannten 543 m hohen Berg im Westen und dem 484 m hohen Katzenstein im Nordosten.
Die Ortschaft liegt im Naturpark Rothaargebirge.
Nachbarorte sind Albaum im Osten, Kohlhagen und Ahe im Süden, Wirme im Südwesten, Mark im Westsüdwesten, Berghof im Nordnordwesten und Flape im Nordnordosten.

## Geschichte
Das Datum der urkundlichen Ersterwähnung Emlinghausens ist in der Fachwelt umstritten. Horst Conrad sieht in der Erwähnung der Ortschaft in einem Zehntlöseregister der Familie Rump von 1279 den ältesten schriftlichen Beleg für die Ortschaft. Diese Auffassung vertreten auch Günther Becker und Werner Wickel. Johannes Bauermann hingegen stellt die Nennung von „Amelinchusen“ in der Stiftungsurkunde des Klosters Grafschaft von 1072 hierher. Michael Flöer schließt sich offenbar dieser Auffassung an, weil andere Erwähnungen im Grafschafter Archiv für Emlinghausen sprechen. Ungeachtet dieser differierenden Auffassungen dürfte allerdings klar sein, dass das tatsächliche Alter der Ortschaft deutlich höher ist. Nach Albert K. Hömberg könnte die Gründung von Orten mit der Endung „inghausen“ im Ortsnamen in die Zeit zwischen 850 und 950 n. Chr. fallen. Mit Bettinghof (Bettinghausen), Böminghausen und Würdinghausen gehört Emlinghausen zu den Orten einer zweiten Siedlungsperiode, die sich kranzartig um das ältere Siedlungsgebiet Flape/Hundem bildeten. Michael Flöer deutet den Ortsnamen als „bei den Häusern der Leute des Amilo“.
Aus ursprünglich wohl einer Hofstelle bildeten sich bis spätestens zur Mitte des 16. Jahrhunderts die Höfe Schwermer, Hermes und Stamm. Das Wohnhaus des Hofes Hermes wurde zweimal infolge von Kriegsereignissen eingeäschert, und zwar am 16. Juni 1635 durch hessische Söldner des Grafen von Nassau-Dillenburg, als diese sich auf dem Rückzug von Haus Valbert nach der Ermordung des dort wohnenden Obristen Timan Dietrich von Linteloe befanden. Das zweite Ereignis fand 1945 beim Einmarsch amerikanischer Truppen statt.
Eine heute nicht mehr vollständig erhaltene Ringwallanlage südlich des Ortes an der Straße nach Kohlhagen deutet auf eine kleine Burganlage hin. In der Karte der Heidschotter Jagd von 1743 wird diese Stelle „Borghoff“ genannt. Ergänzend heißt es in der Karte, dass hier früher das Haus des Jägers stand. In einem vom fürstenbergischen Rentmeister Johann Baptist Molitor begonnenen „Lexiccon Schnellenbergo Furstenbergicum“ wird die Stelle als freiadeliger Platz bezeichnet.
Frühe Anhaltspunkte über die Größe des Ortes ergeben sich aus einem Schatzungsregister (diente der Erhebung von Steuern) für das Jahr 1543. Demnach gab es in „Emmelinhaußen“ 4 Schatzungspflichtige (die weitaus höchsten Abgaben entfielen auf Johann Schermmer und Anna Stambs); diese Zahl könnte mit den damals vorhandenen Höfen bzw. Häusern übereingestimmt haben.
Von 1843/44 war Emlinghausen eine Ortschaft in der politischen Gemeinde Kohlhagen im Amt Kirchhundem. Zum 1. Juli 1969 kam der Ort im Zuge der kommunalen Neugliederung im Kreis Olpe zur heutigen Gemeinde Kirchhundem.

### Religionen
Aufgrund der jahrhundertelangen Zugehörigkeit zum kurkölnischen Herzogtum Westfalen ist die Bevölkerungsstruktur des Ortes noch heute vorwiegend römisch-katholisch geprägt. Zum 31. Dezember 2014 waren von den damals 25 Einwohnern 15 römisch-katholisch, 7 evangelisch und 1 freikirchlich. Zu den übrigen Bewohnern liegen keine Angaben zur Religionszugehörigkeit vor. Bis 1655 gehörte Emlinghausen zur katholischen Pfarrei Kirchhundem und kam dann zur davon abgetrennten Pfarrei St. Mariä Heimsuchung Kohlhagen.

### Einwohnerentwicklung
Während Emlinghausen zur Zeit der kommunalen Neugliederung, am 1. Juli 1969, nur 35 Einwohner hatte, stieg die Zahl in den folgenden Jahren zunächst deutlich an: 1974 = 47, 1978 = 48. Dieses Niveau konnte später allerdings nicht gehalten werden. 1985 lebten hier 41 und 1990 43 Menschen. Seitdem ist die Einwohnerzahl stark zurückgegangen, und zwar auf 25 im Jahr 2014.

## Sehenswürdigkeiten
Die katholische Kapelle St. Laurentius, erbaut 1718, ist eingetragenes Baudenkmal in der Denkmalliste der Gemeinde Kirchhundem. Das Altarretabel aus der Werkstatt von Peter Sasse, Attendorn, wurde für einige Zeit auf Grund von raumklimatischen Problemen anderweitig untergebracht. Seit Renovierung der Kapelle befindet es sich nach Aufarbeitung wieder an seinem ursprünglichen Platz.

## Verkehr
Emlinghausen liegt an der L 728 zwischen Kirchhundem und Hilchenbach.

## Bildung
Kinder aus Emlinghausen besuchen den Kindergarten „Kleine Strolche“ in Brachthausen und die Grundschule in Welschen Ennest. Weiterführende Schulen befinden sich in Kirchhundem und Lennestadt.